# Kerivoula agnella
Kerivoula agnella is een vleermuis uit het geslacht Kerivoula die voorkomt in oostelijk Nieuw-Guinea. Van deze soort zijn geen betrouwbare waarnemingen meer sinds de jaren 1950. Er zijn waarnemingen van deze vleermuis van de eilanden Fergusson, Misima en Woodlark in Papoea-Nieuw-Guinea In 1996 stond deze vleermuis als kwetsbaar op de rode lijst, maar omdat zo weinig bekend is over de habitatkeus en er geen gegevens zijn over wat mogelijk een bedreiging kan zijn voor deze soort, heeft het nu de status Onzeker (Data Deficient).